# Marcel Garchery
Joanny Jules Marcel Garchery (* 16. Juni 1876 in Moulins, Département Allier; † 25. April 1961 im 5. Arrondissement (Arrondissement du Panthéon), Paris) war ein französischer Offizier, der unter anderem als General zwischen 1939 und 1940 Befehlshaber der 8e armée war.

## Leben
Joanny Jules Marcel Garchery, Sohn von Denis Jules Garchery und Marguerite Héloïse Eglantine Lajeunesse, begann am 26. Oktober 1895 eine Ausbildung zum Offizier des Heeres (Armée de terre) an der Militärschule Saint-Cyr, die er 1897 als Angehöriger der Promotion „de Tananarive“ abschloss, und fand daraufhin verschiedene Verwendungen als Offizier der Infanterie. Er wurde zunächst zum 92. Infanterieregiment (92e régiment d’infanterie) versetzt und dort am 1. Oktober 1897 zum Leutnant (Sous-Lieutenant) sowie am 1. Oktober 1899 zum Oberleutnant (Lieutenant) befördert. Nach Verwendungen im Stab verschiedener Verbände und als Ordonnanzoffizier des Generalgouverneurs von Besançon, wurde er zum 30. Infanterieregiment (30e régiment d’infanterie) abkommandiert, wo am 24. Dezember 1909 seine Beförderung zum Hauptmann (Capitaine) erfolgte. Am 23. Juni 1913 wechselte er zum 109. Infanterieregiment (109e régiment d’infanterie) und wurde während des Ersten Weltkrieges am 16. Oktober 1915 zum Ritter der Ehrenlegion ernannt. Am 19. November 1915 wurde er zur Orientarmee (Armée d’Orient) an die Salonikifront versetzt und erhielt dort am 26. Dezember 1915 seine Beförderung zum Major (Chef de bataillon). Für seine Verdienste wurde er mit dem Croix de guerre 1914–1918 mit Palme ausgezeichnet. Zum Ende des Ersten Weltkrieges wurde er als Nachfolger von Oberstleutnant Meyer am 8. Juli 1918 Kommandeur des 176. Infanterieregiment (176e régiment d’infanterie) und verblieb auf diesem Posten bis zum 19. Januar 1919, woraufhin Oberstleutnant Sabatou am 11. März 1919 neuer Kommandeur wurde. Während dieser Zeit wurde er am 25. Dezember 1918 ebenfalls zum Oberstleutnant (Lieutenant-Colonel) befördert.
In der Zwischenkriegszeit fungierte Garchery unter anderem zwischen August 1921 und April 1923 als stellvertretender Chef des 4. Büros des Heeres und wurde im Dezember 1924 zur Levantearmee (Armée du Levant) abgeordnet, wo er unter den Kommandeuren Maurice Sarrail (1924–1925), Henry de Jouvenel (1925–1926) und Henri Ponsot (1926–1933) bis Januar 1928 Chef des Stabes war. In dieser Zeit wurde er zum Oberst (Colonel) befördert sowie am 10. Juli 1926 zum Offizier der Ehrenlegion ernannt. Er fungierte zwischen Januar 1928 und dem 8. April 1929 als Kommandeur der Truppen im Libanon und war nach seiner Beförderung zum Brigadegeneral (Général de brigade) vom 16. Juli 1930 bis zum 12. Mai 1932 Kommandeur der 85. Infanteriebrigade (85e brigade d’infanterie). Im Anschluss befand er sich zwischen dem 12. Mai 1932 und dem 12. September 1934 zur besonderen Verfügung in der Levante, wo er am 8. Juni 1934 auch zum Generalmajor (Général de division) befördert wurde. Als Nachfolger von General Henri Joseph Meullé-Desjardins wurde er am 12. September 1934 Kommandeur der 25. motorisierten Infanteriedivision (25e division d’infanterie motorisée) und verblieb in dieser Funktion bis zum 25. Mai 1936, woraufhin General Alfred Montagne seine Nachfolge antrat. In dieser Funktion wurde er am 28. Juni 1935 auch zum Kommandeur der Ehrenlegion ernannt.
Nach seiner Beförderung zum Generalleutnant (Général de corps d’armée) war Marcel Gachery vom 25. Mai 1936 bis zum 21. Mai 1938 Befehlshaber der 14. Militärregion sowie in Personalunion Militärgouverneur von Lyon. Am 21. Mai 1938 wurde er zum General (Général d’armée) befördert und war daraufhin zwischen dem 21. Mai und dem 2. September 1939 Mitglied des Obersten Kriegsrates (Conseil supérieur de la guerre) und zugleich vom 4. September 1938 bis zum 2. September 1939 Generalinspekteur der Infanterie. Für seine Verdienste wurde er am 29. Juni 1939 auch noch zum Großoffizier der Ehrenlegion ernannt. Nach Beginn des Zweiten Weltkrieges wurde er am 2. September 1939 Befehlshaber der wieder aufgestellten 8. Armee (8e armée) und behielt dieses Kommando bis zum 21. Mai 1940, woraufhin General Émile Laure ihn ablöste. 
Anschließend stand er zwischen dem 21. Mai und dem 20. August 1940 zur besonderen Verfügung, ehe er am 20. August 1940 in den Ruhestand trat. Am 11. November 1901 heiratete er Madeleine Dalons (1880–?).